# Magdalena Lewy Boulet
Magdalena Lewy Boulet (ur. 1 sierpnia 1973 w Jastrzębiu-Zdroju) – amerykańska lekkoatletka urodzona w Polsce, specjalizująca się w biegach długodystansowych.

## Życiorys
W wieku 15 lat wyemigrowała z rodziną do Niemiec, skąd w 1991 trafiła do Stanów Zjednoczonych. Ukończyła studia na Uniwersytecie w Berkeley. Wyszła za mąż za amerykańskiego średniodystansowca – Richiego Bouleta, a w 2001 przyjęła amerykańskie obywatelstwo. W 2005 przyszedł na świat ich syn – Owen.
Lewy Boulet jest medalistką mistrzostw NCAA oraz wielokrotną medalistką mistrzostw USA. 18 stycznia 2009 w Houston zdobyła złoty medal mistrzostw Stanów Zjednoczonych w półmaratonie, a 6 września 2010 została mistrzynią USA w biegu na 20 kilometrów.
Dzięki drugiemu miejscu w amerykańskich kwalifikacjach do występu w maratonie podczas igrzysk olimpijskich w Pekinie (2008) wywalczyła prawo występu na tych zawodach. Pomimo kontuzji Lewy Boulet zdecydowała się wystąpić na igrzyskach, jednak w połowie dystansu ból okazał się zbyt silny i ostatecznie nie ukończyła wyścigu.
W 2010 była kapitanem amerykańskiej drużyny seniorek podczas rozegranych w Bydgoszczy mistrzostw świata w biegach przełajowych. Między innymi dzięki 20. lokacie Lewy Boulet, Amerykanki zdobyły brązowy medal drużynowo. Rok później Amerykanki z Lewy Boulet w składzie powtórzyły swój sukces z poprzedniej edycji czempionatu zdobywając ponownie brązowy medal.

## Najważniejsze występy międzynarodowe
| Rok  | Impreza                                   | Miejsce      | Pozycja     | Konkurencja            | Wynik         |
| ---- | ----------------------------------------- | ------------ | ----------- | ---------------------- | ------------- |
| 2003 | Mistrzostwa świata w półmaratonie         | Vilamoura    | 40. miejsce | półmaraton             | 1:15:20       |
| 2008 | Igrzyska olimpijskie                      | Pekin        | –           | bieg maratoński        | nie ukończyła |
| 2010 | Mistrzostwa świata w biegach przełajowych | Bydgoszcz    | 20. miejsce | bieg przełajowy (8 km) | 26:01         |
| 2010 | Mistrzostwa świata w biegach przełajowych | Bydgoszcz    | 3. miejsce  | bieg przełajowy (8 km) | drużynowo     |
| 2011 | Mistrzostwa świata w biegach przełajowych | Punta Umbría | 18. miejsce | bieg przełajowy (8 km) | 26:27         |
| 2011 | Mistrzostwa świata w biegach przełajowych | Punta Umbría | 3. miejsce  | bieg przełajowy (8 km) | drużynowo     |

## Rekordy życiowe
| Konkurencja      | Rezultat | Data                | Miejsce   |
| ---------------- | -------- | ------------------- | --------- |
| bieg na 3000 m   | 9:25,93  | 24 maja 1997        | Seattle   |
| bieg na 5000 m   | 15:14,25 | 29 lipca 2011       | Sztokholm |
| bieg na 10 000 m | 31:48,58 | 23 czerwca 2011     | Eugene    |
| półmaraton       | 1:11:46  | 4 października 2009 | San Jose  |
| bieg maratoński  | 2:26:22  | 11 kwietnia 2010    | Rotterdam |